# Tricholoma sciodes
Tricholome gris perfide
Espèce
Synonymes
- Tricholoma virgatum var. sciodes (Pers.) Konrad, 1929[1],[2]
- Tricholoma sciodellum P.D. Orton[1]
- Tricholoma sciodes var. virgatoides Bon[1]
- Agaricus myomyces sciodes Pers.[1]
- Tricholoma murinaceum sensu Gillet[2]
- Tricholoma terreum var. sciodes (Pers.) Gillet[2]

Tricholoma sciodes, le Tricholome gris perfide, est une espèce de champignons (Fungi) Basidiomycètes du genre Tricholoma. Il produit un sporophore de taille moyenne au chapeau gris souris à un peu ochracé, légèrement conique à umboné et montrant des fibrilles radiales s'estompant avec l'âge en mèches plus ou moins visibles. Il présente des lames blanchâtres aux reflets légèrement rosés, dont les bords noircissent avec l'âge. Sa chair blanchâtre a un goût légèrement amer qui devient âcre à la mastication. Cette espèce est dispersée sur l'ensemble de l'Europe sans être commune et forme des ectomycorhizes avec le Hêtre sur sol limoneux ou argileux. Sa consommation provoque des maux gastriques et intestinaux,. 
T. sciodes peut-être confondu avec T. bresadolanum, inféodé aux Chênes et T. virgatum, inféodé aux Épicéas. Le premier montre une chair grisâtre et un pied franchement mèchuleux et le deuxième arbore un chapeau gris argenté sans mèches et a une saveur rapidement très amère. Il est également morphologiquement proche des Tricholomes gris comestibles tels que T. terreum et T. portentosum mais l'absence de mèches sur le chapeau et de reflets rosâtres dans les lames permettront de les différencier,.

Tricholoma sciodes, le Tricholome gris perfide
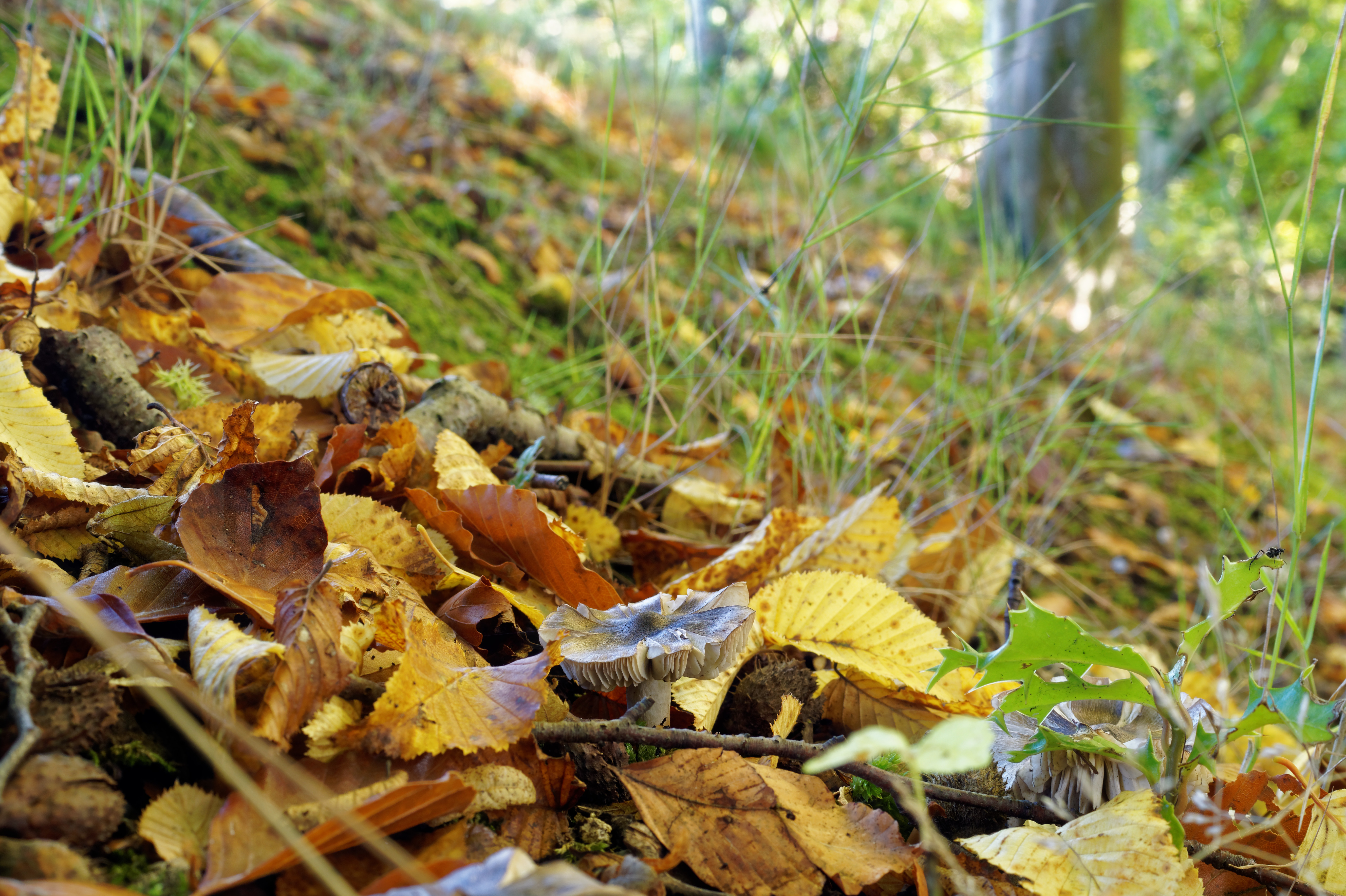
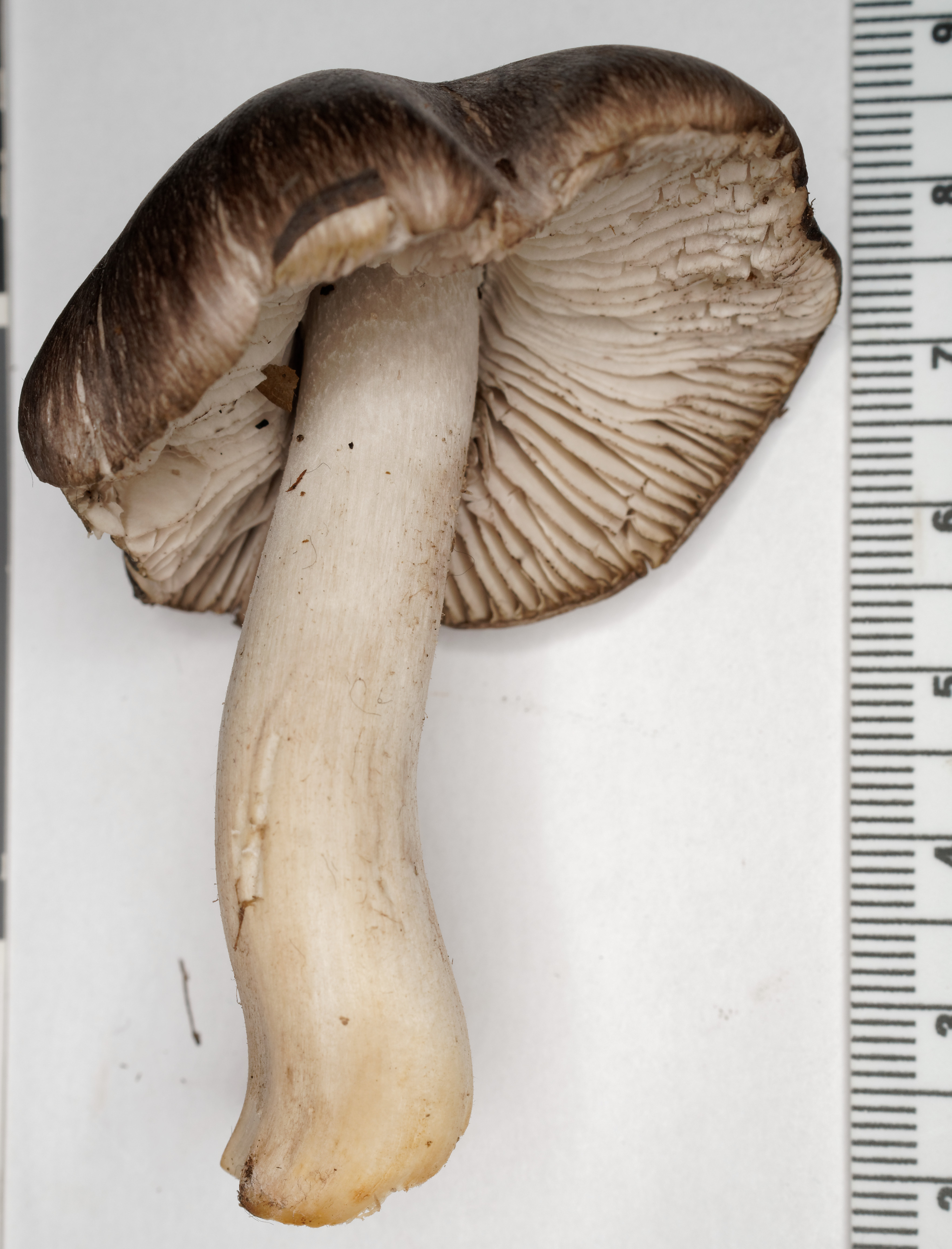
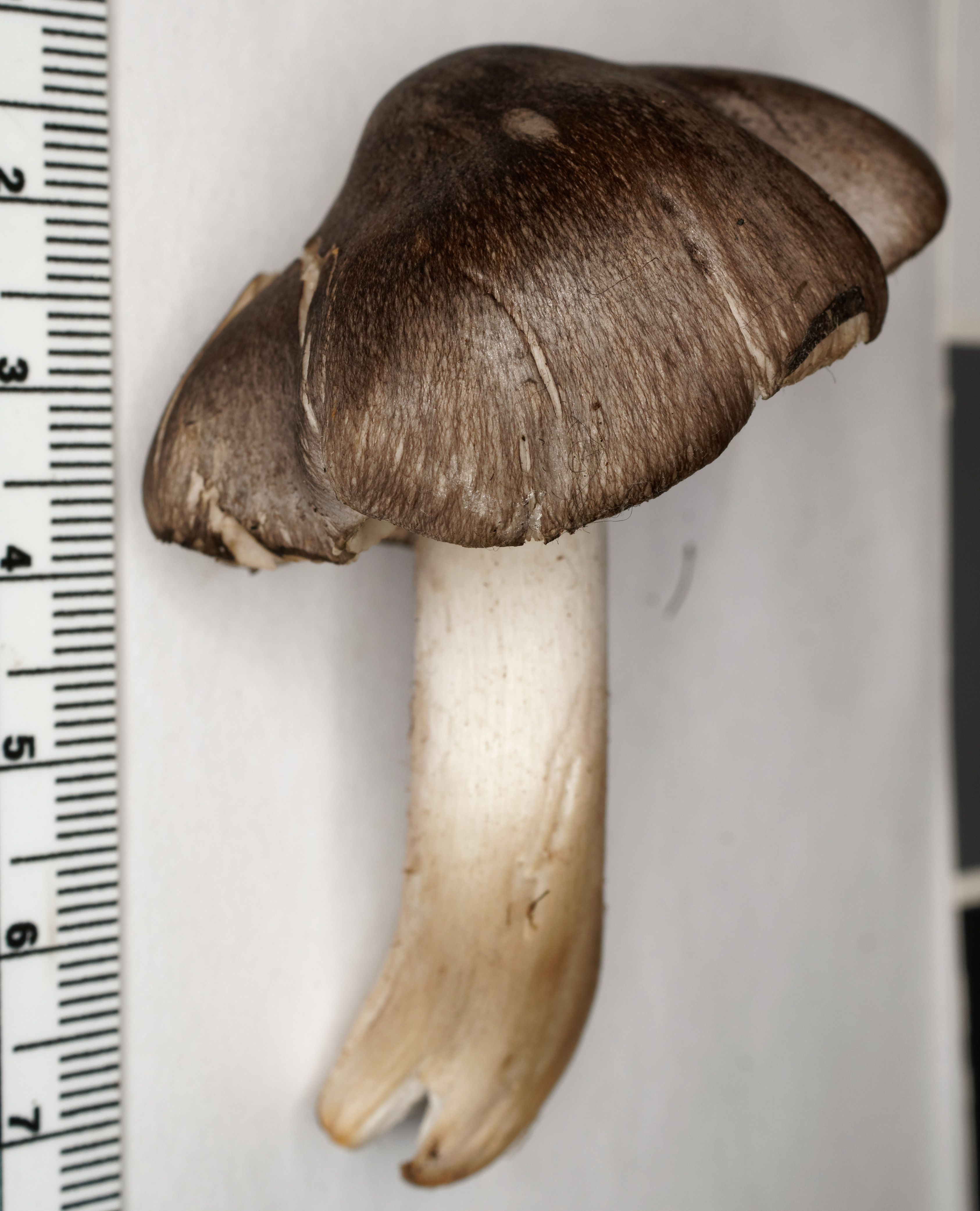
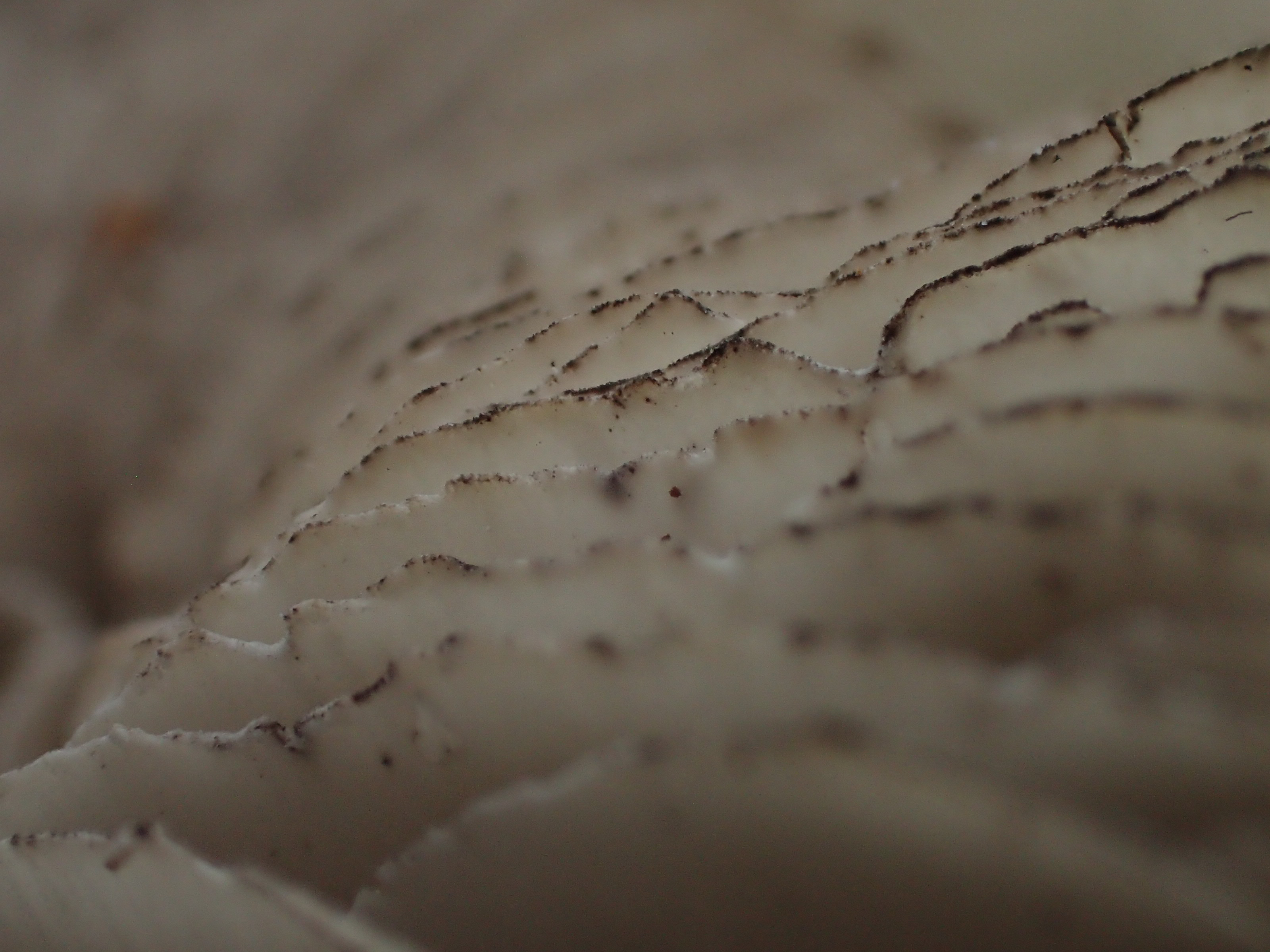
Arêtes des lames noircissantes.